# Лозинский, Владислав

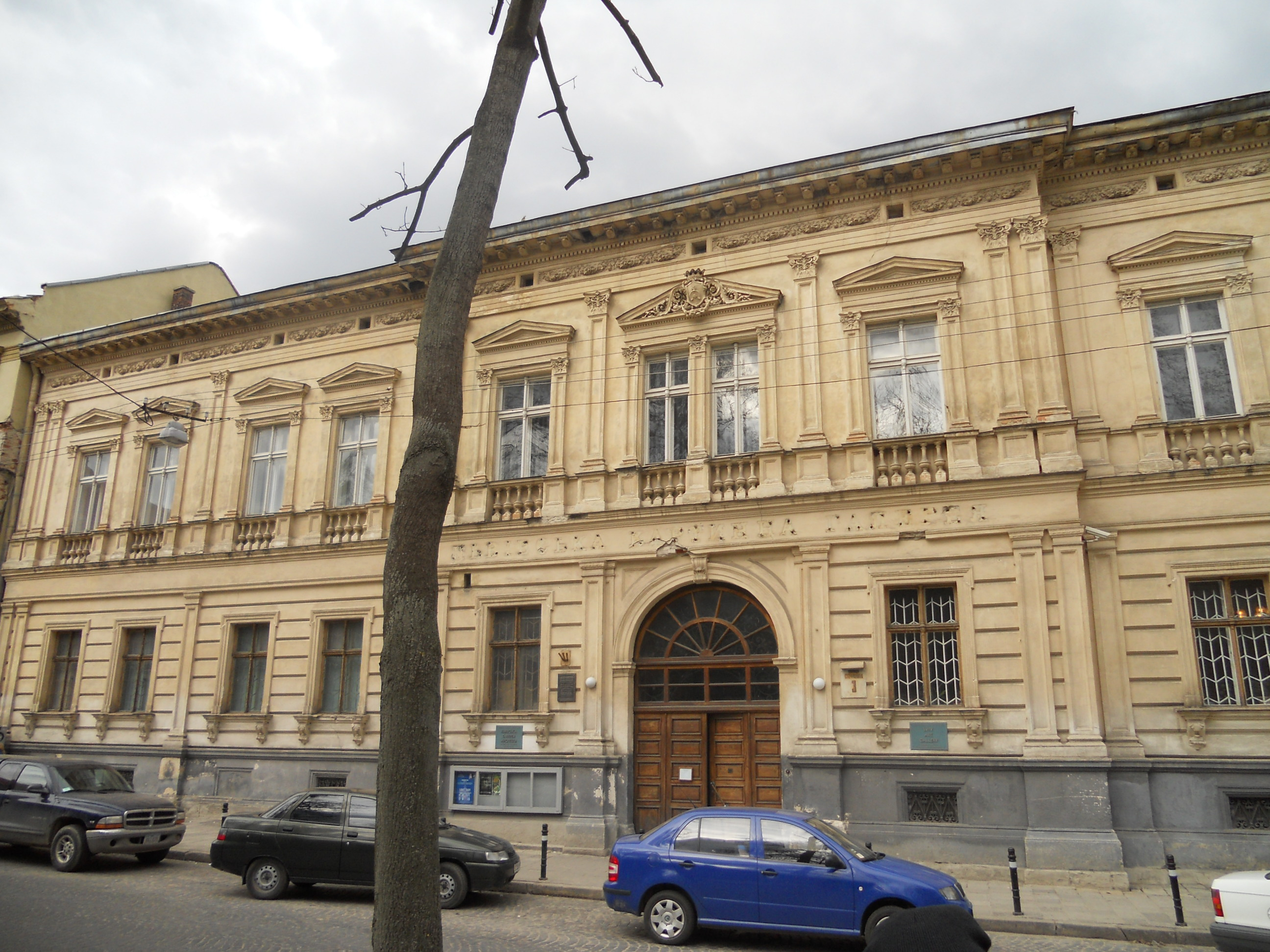
Дворец В. Лозинского (ныне Львовская галерея искусств)

Владислав Лозинский (пол. Władysław Łoziński; 29 мая 1843, с. Опари (ныне Дрогобычского района Львовской области Украины — 25 мая 1913, г. Львов) — польский историк, писатель, исследователь польской культуры, коллекционер.

## Биография
Родился в семье почтового работника. Брат писателя Валерия Лозинского и историка Бронислава Лозинского. Двоюродный брат историка и писателя Карла Шайнохи. Окончил философский факультет Львовского университета. Работал в редакциях многих газет и журналов Галиции и Львова, в т. еженедельника «Dziennik Literacki». В 1873—1883 годах — главный редактор газеты «Gazeta Lwowska». Был первым научным секретарем библиотеки Оссолинских (ныне Львовская научная библиотека им. В. Стефаника НАН Украины). Вице-президент Исторического общества, президент общества любителей изящных искусств. С 1891 года — член Академии знаний и научного антропологического общества во Львове. Избирался депутатом (послом) австро-венгерского Государственного Совета.
Дворец и коллекция произведений искусств, купленные городом в 1914 году у В. Лозинского, до настоящего времени являются собственностью Львовской картинной галереи.
Умер во Львове и похоронен на Лычаковском кладбище.

## Научные труды
В. Лозинский — автор трудов «Львовское ювелирное дело в древности. 1384—1640» (1889), «Львовский патрициат и мещанство в XVI—XVII веках» (1890), «Львовское искусство XVI—XVII века. Архитектура и скульптура» (1898), «Правом и бесправием. Обычаи на Красной Руси при владычестве Сигизмунда III»(1903).
В своих трудах иногда прибегал к извращениям в цитировании и толковании источников. Проводил идею о «цивилизаторской роли» польской шляхты и патрициата на украинских землях, чему нередко противоречит собранный им фактический материал.

## Избранные научно-исторические труды
- Malarstwo cerkiewne na Rusi. (1887)
- Katalog wystawy zabytków starożytnych we Lwowie. (1894)
- Ormiański epilog lwowskiej sztuki złotniczej. (1901)
- Życie polskie w dawnych wiekach (1907)

## Избранные литературные произведения
- Przybłęda: obrazek dramatyczny z życia ludu ruskiego ze śpiewkami: w 2 aktach oryginalnie napisany przez Hizopa Ziółka. (1864)
- Pierwsi Galicjanie: powieść z przeszłości.(1867)
- Czarne godziny: powieść współczesna.(1869)
- Legionista: powieść z przeszłości. (1870)
- Hazardy : powieść współczesna. (1870)
- Historia siwego włosa : powieść. (1871)
- Opowiadania imć pana Wita Narwoja rotmistrza Konnej Gwardji Koronnej: a. d. 1760—1767 (1873)
- Skarb watażki: powieść z końca XVIII wieku (1875)
- Nowe opowiadania imć Pana Wita Narwoya: rotmistrza Konnej Gwardyi Koronnej, 1764—1773.(1884)
- Madonna Busowiska (1886)
- Oko proroka czyli Hanusz Bystry i jego przygody: powieść historyczna z XVII w. (1899) и другие.